# Микільське (Лозівський район)
Микі́льське —  село в Україні, у Близнюківській селищній громаді Лозівського району Харківської області. Населення становить 154 осіб. До 2020 орган місцевого самоврядування — Олексіївська сільська рада.

## Географія
Село Микільське знаходиться на лівому березі річки Велика Тернівка, на протилежному березі знаходиться село Григорівка. На півночі за 1 км село Олексіївка, на півдні за 1 км село Андріївка. Село розташоване в кінці балки Водяна, по якій протікає пересихаючий струмок на якому зроблено загату (~ 7 га).

## Історія
- 1850 - дата заснування.

12 червня 2020 року, відповідно до Розпорядження Кабінету Міністрів України № 725-р «Про визначення адміністративних центрів та затвердження територій територіальних громад Харківської області», увійшло до складу Близнюківської селищної громади.
19 липня 2020 року, в результаті адміністративно-територіальної реформи та ліквідації Близнюківського району, увійшло до складу Лозівського району Харківської області.

## Економіка
- В селі є молочно-товарна ферма.
- Невеликий глиняний кар'єр.

## Культура
- Клуб.